# Mangelberuf
Als Mangelberuf oder Engpassberuf wird ein Beruf dann bezeichnet, wenn in erheblichem Umfang nicht genügend Arbeitnehmer zur Besetzung offener Stellen in diesem Beruf zur Verfügung stehen. Arbeitgeber haben es dann schwer, geeignete Bewerber für freie Stellen zu finden. Auch bei den freien Berufen kann es Mangelberufe geben. Die Engpässe wie die Gründe für die Entstehung eines Fachkräftemangels sind historisch und in den verschiedenen Ländern unterschiedlich. Während in den 1950er und 1960er Jahren in Mitteleuropa vor allem ein Mangel in Bereichen herrschte, in denen es um eine körperlich schwere Arbeit ging, etwa im Bergbau oder in der Stahlindustrie, sind es durch die Automatisierung und den technischen Fortschritt zunehmend hochqualifizierte und spezialisierte Arbeitsplätze, die nicht besetzt werden können. Betroffen sind ferner Bereiche, in denen weiterhin körperlich schwere Arbeit geleistet werden muss, der Mensch aber nur sehr eingeschränkt durch Automatisierung ersetzt werden kann, wie etwa in der Pflege.
Gründe für den derzeitigen Mangel bestehen im Wesentlichen in besonderen Fähigkeiten, die ein Beruf verlangt, etwa im Bereich Mechatronik oder der IT-Branche, in langen Ausbildungszeiten, etwa bei Fachärzten, oder in der zu schlechten Bezahlung, etwa im Bereich der Alten- und Krankenpflege oder in manchen der anderen Dienstleistungsberufe. Als Gegenmaßnahmen wird zum einen versucht, die betroffenen  Berufe bekannter zu machen und im Land besondere Anreize für die entsprechenden Ausbildungen oder Studiengänge zu schaffen. So wie es in den 1950er und 1960er Jahren zur Anwerbung von Gastarbeitern und zur Arbeitsmigration kam, schaffen die jeweils betroffenen Länder darüber hinaus seit einigen Jahren Erleichterungen für den Zuzug von ausgebildeten Arbeitnehmern aus dem jeweiligen Ausland bzw. sogenannten Drittstaaten und werben aktiv um entsprechende Fachkräfte.

## Situation in Deutschland
In Deutschland hat der Gesetzgeber 2012 die Erwerbstätigkeit als eigenen Aufenthaltszweck im Aufenthaltsgesetz verankert, um klarzustellen, „dass der Zugang ausländischer Arbeitnehmer zum deutschen Arbeitsmarkt zu den Eckpfeilern der deutschen Zuwanderungspolitik gehört.“ Um den Fachkräftemangel zu überwinden, wurden Gesetze geschaffen, die explizit einen Anreiz für entsprechend qualifizierte Akademiker und Facharbeiter auch aus Nicht-EU-Staaten bieten, sich in Deutschland auf freie Stellen zu bewerben. Entsprechend der Anforderung der EU-Richtlinie zur Einreise und zum Aufenthalt von Drittstaatsangehörigen zur Ausübung einer hochqualifizierten Beschäftigung wurde am 1. August 2012 die Blaue Karte EU als zentraler Aufenthaltstitel geschaffen. Durch ihn können akademische Fachkräfte aus Staaten außerhalb der EU einen vereinfachten Zugang zum deutschen Arbeitsmarkt erlangen. Die Gehaltsuntergrenze liegt bei 40.560 Euro (2018) anstelle der im Allgemeinen geforderten 52.000 Euro (Stand 2018). Nach drei Jahren, bei guten Sprachkenntnissen schon nach zwei Jahren, kann eine unbefristete Niederlassungserlaubnis erlangt werden. Auch der Zuzug der Familie ist im Kontext dieser Regelungen erleichtert.
Für die Anwerbung von ausländischen Fachkräften erstellt die Bundesregierung regelmäßig eine Liste der Mangelberufe. Im Jahr 2024 sind dies die entsprechenden Mangelberufe:
- Führungskräfte bei der Herstellung von Waren, in der Produktion im Bergbau und im Bau, in der Beschaffung, Logistik und in verwandten Bereichen
- Führungskräfte in der Erbringung von Dienstleistungen im Bereich Informations- und Kommunikationstechnologie sowie von Finanz- und Versicherungsdienstleistungen
- Führungskräfte in der Erbringung von Dienstleistungen der Kinderbetreuung, im Gesundheitswesen, der Altenbetreuung, der Sozialfürsorge, des Bildungswesens und von anderweitig nicht genannten speziellen Dienstleistungen
- Physiker, Astronomen, Meteorologen, Chemiker, Geologen und Geophysiker
- Mathematiker, Versicherungsmathematiker und Statistiker
- Biologen, Botaniker, Zoologen und verwandte Berufe, Agrar-, Forst und Fischereiwissenschaftler und -berater sowie Umweltwissenschaftler
- Ingenieure im Bereich Elektrotechnik, Elektronik und Telekommunikationstechnik
- Wirtschafts- und Produktionsingenieure, Bauingenieure, Umweltschutzingenieure, Maschinenbauingenieure, Chemieingenieure, Bergbauingenieure, Metallurgen und verwandte Berufe sowie anderweitig nicht genannte Ingenieure
- Architekten, Landschaftsarchitekten, Produkt- und Textildesigner, Raum-, Stadt- und Verkehrsplaner, Kartografen und Vermessungsingenieure sowie Grafik- und Multimediadesigner
- Allgemeinärzte, Fachärzte, Zahnärzte und Apotheker
- Akademische und vergleichbare Fachkräfte in den Bereichen Krankenpflege, Geburtshilfe, Umwelt- und Arbeitsmedizin sowie Hygiene, Physiotherapeuten, Diätologen und Ernährungsberater, Audiologen und Sprachtherapeuten, Optometristen und Orthoptisten sowie anderweitig nicht genannte akademische und verwandte Gesundheitsberufe
- Tierärzte
- Universitäts- und Hochschullehrer
- Lehrkräfte und Erzieher im Vorschulbereich; Lehrkräfte im Primarbereich, Sekundarbereich und in der Berufsbildung; Pädagogik- und Didaktikspezialisten, Lehrkräfte im Bereich Sonderpädagogik; sonstige Sprachlehrer, Musiklehrer, Kunstlehrer; Ausbilder im Bereich Informationstechnologie, anderweitig nicht genannte Lehrkräfte
- Systemanalytiker, Softwareentwickler, Web- und Multimediaentwickler, Anwendungsprogrammierer, anderweitig nicht genannte Entwickler und Analytiker von Software und Anwendungen
- Datenbankentwickler und -administratoren, Systemadministratoren, akademische und vergleichbare Fachkräfte für Computernetzwerke und Datenbanken

Darüber hinaus können qualifizierte Fachkräfte in Ausbildungsberufen nach der im Sommer 2013 in Kraft getretenen neuen Beschäftigungsverordnung des Bundesministeriums für Arbeit und Soziales eine Aufenthalts- und Arbeitserlaubnis in Deutschland erhalten, wenn in der entsprechenden Branche ein Mangel besteht. Die jeweils aktuellen Mangelberufe werden in einer „Positivliste“ veröffentlicht. Die Bundesregierung stellt ein Informationsportal zur Vergleichbarkeit zur Verfügung.  Eine feste Gehaltsgrenze gibt es hier nicht, allerdings soll die Bezahlung der von deutschen Arbeitnehmern entsprechen.
Im Kontext der Flüchtlingskrise in Deutschland ab 2015 forderte der Deutsche Gewerkschaftsbund eine gezielte Qualifizierung von Flüchtlingen in die bestehenden Mangelberufe.
Eine Besonderheit stellt die zunehmende Zahl der Ausbildungsplätze in Mangelberufen dar, die sich im Zeitraum von 2011 bis 2019 um ein Drittel erhöht haben.

### Positivliste
Die Bundesagentur für Arbeit bewertet einmal jährlich die Fachkräftesituation am Arbeitsmarkt in der sogenannten „Positivliste“ der Mangelberufe oder „Engpassanalyse“. Anhand von sechs Indikatoren wird dabei für alle Berufsgattungen bzw. -gruppen ein Punktewert ermittelt. Ist dieser größer gleich 2,0 handelt es sich um einen Engpassberuf. Die Liste der Engpassberufe ist auf der Webseite der Bundesagentur für Arbeit abrufbar. Im Jahr 2023 sind die Berufe mit dem größten Engpass:
| Fachkräfte                                 | Spezialisten                                          | Experten                                                                 |
| ------------------------------------------ | ----------------------------------------------------- | ------------------------------------------------------------------------ |
| Berufe in der regenerativen Energietechnik | Berufe im Gastronomieservice (ohne Spezialisierung)   | Tierärzte für Haus-, Heimtiere                                           |
| Pflegeberufe                               | Berufe in der Ergotherapie                            | Berufe in der Softwareentwicklung                                        |
| Zahnmedizinische Fachangestellte           | Berufe in der Physiotherapie                          | Fachärzte in der Inneren Medizin                                         |
| Berufe im Hotelservice                     | Zahnmedizinische Fachangestellte                      | Pflegeberufe                                                             |
| Berufe im Tiefbau (ohne Spezialisierung)   | Aufsicht – Klempnerei, Sanitär, Heizung, Klimatechnik | Apotheker, Pharmazeuten                                                  |
| Berufe operations-/med.-techn. Assistenz   | Aufsicht und Führung – Gastronomie                    | Fachärzte Anästhesiologie                                                |
| Berufe in der Systemgastronomie            | Pflegeberufe                                          | Aufsichts- und Führungskräfte – Bauplanung und -überwachung, Architektur |
| Berufe Sanitär-, Heizungs-, Klimatechnik   | Aufsicht, Führung – Med-Orthopäd, Rehatechnik         | Berufe Heilerziehungspflege, Sonderpädagogik                             |
| Berufe in der Fleischverarbeitung          | Berufe in der Orthopädie-, Rehatechnik                | Ärzte (sonstige spezifische Tätigkeiten)                                 |
| Berufskraftfahrer (Güterverkehr/LKW)       | Berufe in der Sprachtherapie                          | Fachärzte in der Kinder- u. Jugendmedizin                                |
| Berufe in der Zahntechnik                  | Berufe in der Steuerberatung                          | Berufe in der Steuerberatung                                             |
| Berufe in der Hörgeräteakustik             | Berufe im IT-Vertrieb                                 | Finanzanalysten/innen                                                    |
| Berufe in der Augenoptik                   | Aufsicht – Aus-, Trockenbau.Iso.Zimm.Glas.            | Aufsicht und Führung – Verkauf                                           |
| Medizinisch-technische Berufe Radiologie   | Aufsicht – Tiefbau                                    | Berufe in der IT-Anwendungsberatung                                      |
| Berufe in der Steuerberatung               | Aufsicht – Hochbau                                    | Berufe technische Qualitätssicherung                                     |

Für alle in der Fachkräfteengpassanalyse aufgeführten Berufe gilt die Regelung, dass bei Beschäftigung einer ausländischen Arbeitskraft keine Vorrangprüfung erforderlich ist. Die Liste wird zweimal monatlich überprüft, sich zweimal bestätigende Änderungen werden entsprechend vermerkt. Im Anforderungsniveau wird zwischen „Fachkräften“, „Spezialisten“ und „Experten“ unterschieden. Das Anforderungsniveau einer „Fachkraft“ entspricht meist einer mindestens zweijährigen Berufsausbildung oder einer vergleichbaren Qualifikation mit den entsprechenden Abschlüssen. Das Anforderungsniveau sogenannter „Spezialisten“ ist üblicherweise durch eine Meisterprüfung, Technikerausbildung bzw. einen gleichwertigen Fachschul- oder Hochschulabschluss (Bachelor) gegeben. „Experte“ bedeutet eine mindestens vierjährige Hochschulausbildung.

## Situation in Österreich
In Österreich werden Mangelberufe jährlich vom Bundesministerium für Arbeit, Soziales und Konsumentenschutz in Kooperation mit dem Bundesminister für Wirtschaft und Arbeit in der Fachkräfteverordnung bekanntgegeben. Sie werden aufgrund aktueller Analysen des Arbeitsmarktes in Österreich ermittelt. Für die in dieser Verordnung aufgeführten Berufen können Anträge auf die Rot-Weiß-Rot-Karte gestellt werden, was Zugang zum Arbeitsmarkt aus EU-Drittstaaten ermöglicht. Das Modell versteht sich als kriteriengeleitetes Zuwanderungsmodell. Häufig sind es Menschen mit technischen Berufen und Pflegekräfte, die in Österreich auf diese Weise gesucht werden.
Als Mangelberufe gelten solche, in denen im aktuellen Jahr weniger als 1,5 Arbeitssuchende pro beim Arbeitsmarktservice (AMS) gemeldeter offener Stelle („Stellenandrangsziffer“) zur Verfügung standen.
Auch soziale Arbeit wird laut Verordnungsentwurf 2024 bundesweit als Mangelberuf geführt. Seltene Berufe, in denen es nur einzelne Arbeitssuchende oder wenige offene Stellen gibt, werden nicht berücksichtigt. Ende 2023 stehen bundesweit 110 und regional 48 Berufe auf der Mangelliste, auf der sich für 2024 erstmals zusätzlich acht Berufe im öffentlichen Verkehr wie Zugführer bzw. Schaffner und Buslenkerin fänden.
Mittels „Kompetenz-Matching“ sollen Jobs künftig nicht mehr nach Berufsbezeichnungen, sondern nach Kompetenzen vermittelt werden.
Für das Jahr 2022 sind 66 Berufe als Mangelberufe angegeben.

## Situation in der Schweiz
In der Schweiz gab das Staatssekretariat für Wirtschaft (Seco) eine Studie zum Arbeitskräftemangel in der Schweiz in Auftrag. Sie wurde von der volkswirtschaftlichen Basler Beratungsfirma (BSS) durchgeführt und im April 2014 veröffentlicht. Zur Einstufung von Mangelberufen wurden in dieser Studie vier Kriterien betrachtet: der Anteil der Beschäftigten in einem Beruf, welche die genau dafür vorgesehene Qualifikation mitbringen (Deckungsgrad), die Einwanderung, die Arbeitslosenquote und die Quote der offenen Stellen. Bei mindestens zwei signifikant überdurchschnittlichen Werten führte dies zur Einstufung eines „Mangelverdachts“. Als weiteres Kriterium wurde das Beschäftigungswachstum in den vergangenen 10 Jahren ermittelt. Genannt werden in dieser Studie für die Schweiz neben den technischen und Gesundheitsberufen auch Berufe in der Verwaltung, kaufmännische und Bankberufe sowie solche im Tourismus. Trotz gestiegenen Ausbildungsniveaus liegt das Gros der identifizierten Mangelberufe im überdurchschnittlichen Qualifikationsniveau.
Eine weitere 2016 von der Universität Basel erstellte Studie zum Arbeits‐ und Fachkräftebedarf der Schweiz bis 2060 kommt zu dem Schluss, dass diesem Fachkräftemangel nur mit einer Kombination von Ausbildungsinitiativen und durch Zuwanderung begegnet werden könne.